# Kamerlingh Onnes Laboratorium
Het Kamerlingh Onnes Laboratorium in de Nederlandse stad Leiden is onderdeel van het Leids Instituut voor Onderzoek in de Natuurkunde (LION) dat behoort tot de faculteit Wiskunde en Natuurwetenschappen van de Universiteit Leiden. Het laboratorium is vernoemd naar de beroemde Leidse natuurkundige en Nobelprijswinnaar Heike Kamerlingh Onnes. Onnes was de eerste die helium vloeibaar maakte en de ontdekker van het verschijnsel supergeleiding. Veel van het huidige werk heeft nog steeds te maken met lage temperaturen.

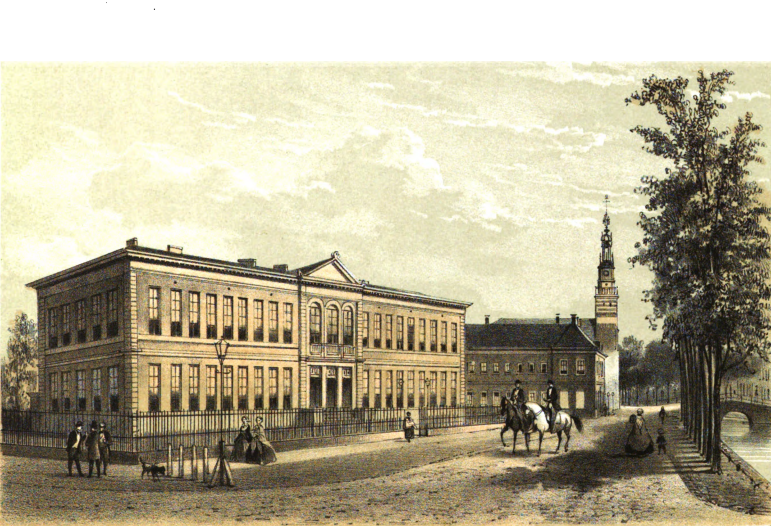
Natuurkundig Laboratorium aan de Steenschuur in 1859

Tot 1932 werd dit het Natuurkundig Laboratorium te Leiden genoemd. Het was de locatie van alle belangrijke proeven van Kamerlingh Onnes en gold jarenlang als 'het koudste plekje op aarde'.
Het oorspronkelijke gebouw aan de Steenschuur werd in de jaren 1990 verruild voor een nieuw gebouw op het Leiden Bio Science Park. Het wordt gedeeld met het Instituut-Lorentz voor theoretische natuurkunde, het Lorentz Center en de Sterrewacht Leiden. De grote collegezaal in het gebouw huisvest de wasbak van Einstein.
Het voormalige laboratorium aan de Steenschuur is als Kamerlingh Onnes Gebouw in gebruik bij de faculteit der Rechtsgeleerdheid van de Universiteit Leiden.